# Maria Benedicta Chigbolu
Maria Benedicta Chigbolu (Roma, 27 luglio 1989) è una velocista italiana, specializzata nei 400 metri piani.
A livello internazionale ha conquistato 2 medaglie ai Giochi del Mediterraneo nel 2013 a Mersin in Turchia: oro con la staffetta 4x400 m (con Maria Enrica Spacca, Elena Bonfanti e Chiara Bazzoni) ed argento sui 400 m.
Ha vinto 8 medaglie ai campionati assoluti di cui 5 d'oro, per altrettanti titoli italiani in staffetta.

## Biografia

### Gli esordi
Romana di Torrevecchia, ha tre fratelli e due sorelle: è di padre nigeriano (Augustine, consulente internazionale) e madre romana (Paola Petraroia, insegnante di religione). Inizia a praticare l'atletica leggera nel 2005 all'età di 16 anni; ad indirizzarla su questa disciplina sportiva nello stadio romano della Farnesina, allenata da Fulvio Villa (venuto a mancare nel gennaio del 2007) e poi da Francesco Speranza, è stato Massimo Paolini, professore dell'Istituto magistrale psicopedagogico Vittorio Gassman di Roma.
Suo nonno paterno, Julius Chigbolu, ha partecipato alle Olimpiadi di Melbourne 1956, dove arrivò nella finale del salto in alto ed è stato presidente della federatletica della Nigeria.

### 2009-2011: prima medaglia nazionale giovanile e primo titolo agli assoluti
Nel biennio 2009-2010 finisce entrambe le volte quinta sui 400 m ai Campionati italiani promesse; ai Campionati promesse indoor del 2010 vince la medaglia di bronzo sui 400 m.
Nel 2011 termina quarta sui 400 m ai Campionati promesse indoor e poi conquista il bronzo all'aperto sempre ai nazionali di categoria. Agli assoluti di Torino esce in batteria sui 400 m e vince il titolo italiano con la staffetta 4x400 m.

### 2012-2014: ancora titolata agli assoluti, giochi del mediterraneo, mondiali, europeo per nazioni ed europei
Nel 2012 agli assoluti indoor arriva quarta sui 400 m e vince l'argento con la staffetta 4x200 m. Quinta sui 400 m e titolo italiano con la 4x400 m agli assoluti di Bressanone.
Nel 2013 agli assoluti indoor termina quarta sui 400 m e sesta con al 4x200 m; agli assoluti outdoor invece si laurea vicecampionessa sui 400 m ed ottiene il titolo nazionale con la 4x400 m.
A livello internazionale ha gareggiato con la 4x400 m al Campionati europeo per nazioni a Gateshead in Gran Bretagna, concludendo all'ottavo posto.
Sempre nel 2013 ha partecipato ai Giochi del Mediterraneo a Mersin in Turchia vincendo due medaglie: oro con la staffetta 4x400 m ed argento sui 400 m. 

Ancora nello stesso anno ha preso parte ai Mondiali in Russia a Mosca dove con la 4x400 m in finale, dopo aver concluso al sesto posto è stata squalificata perché durante la gara Libania Grenot ha prima perso il testimone e poi lo ha ripreso da terra.
Nel 2014 assoluti indoor di Ancona è stata quarta sui 400 m e non è partita con la 4x200 m; agli assoluti outdoor di Rovereto ha terminato in quinta posizione sia sui 200 che nei 400 m ed ha vinto il titolo italiano della 4x400 m.
Nello stesso anno ha partecipato con la staffetta 4x400 m agli Europei di Zurigo in Svizzera gareggiando in batteria e contribuendo con il suo apporto alla qualificazione alla finale in cui però non ha corso, sostituita da Libania Grenot; il quartetto Bazzoni-Spacca-Bonfanti-Grenot ha chiuso la finale al settimo posto.

### 2015: due medaglie agli assoluti indoor
Agli assoluti indoor di Padova ha gareggiato sui 400 m dove ha vinto la medaglia di bronzo e poi con la staffetta 4x200 m ha vinto il suo primato titolo sulla distanza.
Alle IAAF World Relays a Nassau nelle isole Bahamas, termina al nono posto in classifica; la squadra viene però squalificata perché proprio Maria Benedicta Chigbolu a pochi metri dall'arrivo cade, perde il testimone e taglia il traguardo senza.
Tris di medaglie, ognuna di un metallo diverso, agli assoluti di Torino: oro con la staffetta 4x400 m, argento nei 400 m e bronzo sui 200 m.
Ha gareggiato in batteria con la staffetta 4x400 m ai Mondiali cinesi di Pechino, senza però raggiungere la finale.
Ha gareggiato sui 400 m al DécaNation di Parigi terminando al quinto posto.

### 2016: medaglia di bronzo agli Europei
Il 10 luglio 2016, ai campionati europei di Amsterdam, conquista con il quartetto femminile dell'Italia (con lei Maria Enrica Spacca, Chiara Bazzoni ed una straordinaria Libania Grenot), la medaglia di bronzo nella staffetta 4x400 metri.

## Record nazionali
- Staffetta 4×400 metri: 3'25"16 ( Rio de Janeiro, 20 agosto 2016) (Maria Benedicta Chigbolu, Maria Enrica Spacca, Ayomide Folorunso, Libania Grenot)

## Progressione

### 200 metri piani
| Stagione | Tempo | Luogo         | Data      | Rank. Mond. |
| -------- | ----- | ------------- | --------- | ----------- |
| 2018     | 23"37 | Modena        | 24-6-2018 |             |
| 2017     | 23"61 | Rieti         | 14-5-2017 |             |
| 2016     | 23"41 | Rieti         | 26-6-2016 |             |
| 2015     | 23"68 | Rieti         | 28-6-2015 |             |
| 2014     | 23"45 | Montecassiano | 30-8-2014 | 201ª        |
| 2013     | 23"45 | Rieti         | 17-7-2013 | 209ª        |
| 2012     | 23"98 | Rieti         | 23-5-2012 | 564ª        |
| 2011     | 24"59 | Roma          | 10-7-2011 |             |
| 2010     | 24"73 | Rieti         | 13-6-2010 |             |
| 2009     | 25"45 | Rieti         | 7-6-2009  |             |

### 200 metri piani indoor
| Stagione | Tempo | Luogo  | Data      | Rank. Mond. |
| -------- | ----- | ------ | --------- | ----------- |
| 2016/17  | 24"24 | Ancona | 29-1-2017 |             |
| 2014/15  | 24"53 | Ancona | 1-2-2015  |             |
| 2009/10  | 25"69 | Ancona | 10-1-2010 |             |

### 400 metri piani
| Stagione | Tempo | Luogo             | Data      | Rank. Mond. |
| -------- | ----- | ----------------- | --------- | ----------- |
| 2019     | 51"86 | Rieti             | 24-5-2019 |             |
| 2018     | 51"76 | Berlino           | 8-8-2018  |             |
| 2017     | 51"87 | Orvieto           | 28-5-2017 |             |
| 2016     | 52"01 | Padova            | 17-7-2016 |             |
| 2015     | 51"67 | La Chaux-de-Fonds | 5-7-2015  |             |
| 2014     | 52"39 | Rieti             | 7-9-2014  | 101ª        |
| 2013     | 52"66 | Mersin            | 28-6-2013 | 149ª        |
| 2012     | 53"43 | Pescara           | 15-7-2012 | 294ª        |
| 2011     | 54"72 | Tivoli            | 3-7-2011  | 740ª        |
| 2010     | 54"17 | Grosseto          | 30-6-2010 | 413ª        |
| 2009     | 56"42 | Rieti             | 13-6-2009 |             |

### 400 metri piani indoor
| Stagione | Tempo | Luogo  | Data      | Rank. Mond. |
| -------- | ----- | ------ | --------- | ----------- |
| 2016/17  | 53"88 | Ancona | 19-2-2017 |             |
| 2014/15  | 53"84 | Vienna | 14-2-2015 |             |
| 2013/14  | 54"25 | Padova | 22-2-2014 | 175ª        |
| 2012/13  | 53"86 | Ancona | 16-2-2013 | 105ª        |
| 2011/12  | 54"73 | Ancona | 15-2-2012 | 209ª        |
| 2010/11  | 57"05 | Ancona | 12-2-2011 |             |
| 2009/10  | 55"90 | Ancona | 13-2-2010 |             |

## Palmarès
| Anno | Manifestazione          | Sede           | Evento      | Risultato  | Tempo   | Note                                     |
| ---- | ----------------------- | -------------- | ----------- | ---------- | ------- | ---------------------------------------- |
| 2013 | Giochi del Mediterraneo | Mersin         | 400 m piani | Argento    | 52"66   | [ 5 ]                                    |
| 2013 | Giochi del Mediterraneo | Mersin         | 4×400 m     | Oro        | 3'32"44 | [ 6 ]                                    |
| 2013 | Mondiali                | Mosca          | 4x400 m     | Finale     | dq      | [ 7 ]                                    |
| 2014 | Europei                 | Zurigo         | 4x400 m     | 7ª         | 3'28"30 | [ 8 ]                                    |
| 2015 | Europei indoor          | Praga          | 400 m piani | Batteria   | 54"17   |                                          |
| 2015 | World Relays            | Nassau         | 4x400 m     | Batteria   | dq      | [ 4 ]                                    |
| 2015 | Mondiali                | Pechino        | 400 m piani | Batteria   | 52"48   |                                          |
| 2015 | Mondiali                | Pechino        | 4×400 m     | Batteria   | 3'27"07 | [ 9 ]                                    |
| 2015 | DécaNation              | Parigi         | 400 m piani | 5ª         | 52"81   | [ 10 ]                                   |
| 2016 | Europei                 | Amsterdam      | 400 m piani | Semifinale | 52"69   |                                          |
| 2016 | Europei                 | Amsterdam      | 4x400 m     | Bronzo     | 3'27"49 | Miglior prestazione personale stagionale |
| 2016 | Giochi olimpici         | Rio de Janeiro | 400 m piani | Batteria   | 52"06   |                                          |
| 2016 | Giochi olimpici         | Rio de Janeiro | 4x400 m     | 6ª         | 3'27"05 |                                          |
| 2017 | Europei indoor          | Belgrado       | 4×400 m     | 4ª         | 3'32"87 |                                          |
| 2017 | Mondiali                | Londra         | 400 m piani | Batteria   | 53"00   |                                          |
| 2017 | Mondiali                | Londra         | 4×400 m     | Batteria   | 3'27"81 | Miglior prestazione personale stagionale |
| 2018 | Giochi del Mediterraneo | Tarragona      | 400 m piani | Bronzo     | 52"14   | Miglior prestazione personale stagionale |
| 2018 | Giochi del Mediterraneo | Tarragona      | 4×400 m     | Oro        | 3'28"08 | Record dei Giochi                        |
| 2018 | Europei                 | Berlino        | 400 m piani | Semifinale | 52"26   |                                          |
| 2018 | Europei                 | Berlino        | 4×400 m     | 5ª         | 3'28"62 |                                          |
| 2019 | World Relays            | Yokohama       | 4×400 m     | Bronzo     | 3'27"74 | Miglior prestazione personale stagionale |
| 2019 | Mondiali                | Doha           | 400 m piani | Batteria   | 52"63   |                                          |
| 2019 | Mondiali                | Doha           | 4×400 m     | Batteria   | 3'27"57 |                                          |
| 2021 | Giochi olimpici         | Tokyo          | 4×400 m     | Batteria   | 3'27"74 |                                          |

## Campionati nazionali
- 5 volte campionessa assoluta della staffetta 4x400 m (2011, 2012, 2013, 2014, 2015)
- 1 volta campionessa assoluta indoor della staffetta 4x200 m (2015)

2009
- 5ª ai Campionati italiani juniores e promesse, (Rieti), 400 m - 56”42[11]

2010
- Bronzo ai Campionati italiani allievi-juniores-promesse indoor, (Ancona), 400 m - 55”90[12]
- 5ª ai Campionati italiani juniores e promesse, (Pescara), 400 m - 56”03[13]

2011
- 4ª ai Campionati italiani allievi-juniores-promesse indoor, (Ancona), 400 m - 57”24[14]
- Bronzo ai Campionati italiani juniores e promesse, (Bressanone), 400 m - 55”90[15]
- In batteria ai Campionati italiani assoluti, (Torino), 400 m - 54”96[16]
- Oro ai Campionati italiani assoluti, (Torino), 4x400 m - 3'38"86[17]

2012
- 4ª ai Campionati italiani assoluti indoor, (Ancona), 400 m - 55”01[18]
- Argento ai Campionati italiani assoluti indoor, (Ancona), 4x200 m - 1'38”85[19]
- 5ª ai Campionati italiani assoluti, (Bressanone), 400 m - 53”77[20]
- Oro ai Campionati italiani assoluti, (Bressanone), 4x400 m - 3'39"94[21]

2013
- 4ª ai Campionati italiani assoluti indoor, (Ancona), 400 m - 54”45[22]
- 6ª ai Campionati italiani assoluti indoor, (Ancona), 4x200 m - 1'41”69[23]
- Argento ai Campionati italiani assoluti, (Milano), 400 m - 53”08[24]
- Oro ai Campionati italiani assoluti, (Milano), 4x400 m - 3'39”33[25]

2014
- 4ª ai Campionati italiani assoluti indoor, (Ancona), 400 m - 54”43[26]
- In batteria ai Campionati italiani assoluti indoor, Ancona, 4x200 m - dns[27]
- 5ª ai Campionati italiani assoluti, (Rovereto), 200 m - 24"07[28]
- 5ª ai Campionati italiani assoluti, (Rovereto), 400 m - 53”27[29]
- Oro ai Campionati italiani assoluti, (Rovereto), 4x400 m - 3'38”44[30]

2015
- Bronzo ai Campionati italiani assoluti indoor, (Padova), 400 m - 53"88[31]
- Oro ai Campionati italiani assoluti indoor, (Padova), 4x200 m - 1'37"80[32]
- Argento ai Campionati italiani assoluti, (Torino), 400 m - 52"77[33]
- Bronzo ai Campionati italiani assoluti, (Torino), 200 m - 23"85[34]
- Oro ai Campionati italiani assoluti, (Torino), 4×400 m - 3'35"40[35]

2018
- Argento ai campionati italiani assoluti, 400 m - 52"86

2019
- Argento ai campionati italiani assoluti, 400 m - 53"33

2020
- Oro ai campionati italiani assoluti, staffetta 4x400 m - 3'34"80

2021
- Argento ai campionati italiani assoluti, 400 m - 52"90

2022
- 7ª ai campionati italiani assoluti, 400 m - 52"98

2024
- Eliminata in batteria ai campionati italiani assoluti, 400 m piani - 52"90

## Altre competizioni internazionali
2012
- Bronzo nella Coppa dei Campioni per club, ( Vila Real de Santo António), 400 m - 54”75[36]
- 4ª nella Coppa dei Campioni per club, ( Vila Real de Santo António), 4x400 m - 3'40”70[37]

2013
- 8ª agli Europei a squadre, ( Gateshead), 4x400 m - 3'35”26[38]

## Vita privata
- È allenata da Maria Chiara Milardi[39] che segue anche il marito di Maria Benedicta Chigbolu, il quattrocentista della Nazionale Matteo Galvan[40] con cui si allena a Rieti[41] e con il quale ha una figlia di nome Rachele[42].
- Al termine delle Olimpiadi di Rio del 2016 le è stata conferita la cittadinanza onoraria di Cercemaggiore, paese natio del nonno materno[43].
- È laureata in Scienze dell'educazione e della formazione[1].